# William Joseph Hardee

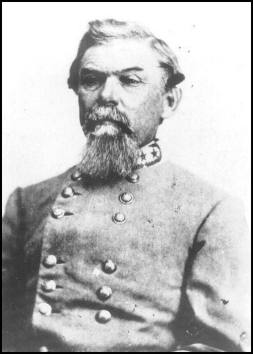
William Joseph Hardee

William Joseph Hardee (* 12. Oktober 1815 im Camden County, Georgia; † 6. November 1873 in Wytherville, Virginia) war Offizier des US-Heeres und General im konföderierten Heer während des Amerikanischen Bürgerkriegs.
Hardee besuchte die US-Militärakademie West Point, New York und schloss sie 1838 als 26. seines Jahrgangs ab. Nach Einsätzen im zweiten Seminolenkrieg und gegen Mexiko kehrte er als Ausbilder nach West Point zurück, bevor er in den 1850er Jahren Major im 2. US-Kavallerie-Regiment wurde. Hardee veröffentlichte 1856 ein Handbuch für die Ausbildung der Infanterie, das als Hardee's Tactics während des Bürgerkriegs auf beiden Seiten angewendet wurde. Außerdem wurde die zu dieser Zeit neu eingeführte Kopfbedeckung des US-Heeres nach ihm benannt.
1861 gab Hardee, inzwischen Oberstleutnant, sein Offizierspatent zurück und schloss sich den Konföderierten an. Er stieg rasch zum Brigadegeneral und Generalmajor auf und führte eine Brigade in Arkansas. Als diese 1862 in die konföderierte Mississippi-Armee unter Albert Sidney Johnston integriert wurde, wurde Hardee Kommandierender General und nahm als solcher an der Schlacht von Shiloh und später, unter Braxton Bragg, an der konföderierten „Heartland“ Offensive in Kentucky teil. Im Oktober 1862 gehörte Hardee zu den ersten Angehörigen des konföderierten Heeres, die zum neu geschaffenen Rang des Generalleutnants befördert wurden. Sein Kommando behielt er, nun in der aus der Mississippi-Armee neu aufgestellten Tennessee-Armee.
Er kämpfte Ende 1862 in der Schlacht am Stones River und blieb danach mit der Tennessee-Armee in Mitteltennessee, bevor er im Juli 1863 das Kommando über den Wehrbereich Ost-Louisiana, Mississippi und Alabama übernahm. Im November 1863 kehrte Hardee wieder zurück zur Tennessee-Armee. Nach der Niederlage in der Schlacht von Chattanooga und dem Rücktritt General Braggs als Oberbefehlshaber wurde er zeitweise Oberbefehlshaber der Armee, gab diesen Posten aber bald an Joseph Eggleston Johnston ab.
Während des Atlanta-Feldzuges blieb er Kommandierender General, bat jedoch um eine Versetzung, als John Bell Hood Johnston als Befehlshaber ablöste.
Hardee bekam das Kommando über den Wehrbereich South Carolina, Georgia und Florida und damit die Befehlsgewalt über Savannah, Georgia, das nächste Ziel von William Tecumseh Shermans Armeen.
Zahlenmäßig hoffnungslos unterlegen gelang es Hardee, seine Garnison zu retten und nach South Carolina auszuweichen, wo er sich im Frühjahr 1865, verstärkt durch Reste der Tennessee-Armee und andere Truppen, Sherman erneut entgegenstellte.
Der Oberbefehl über die Truppen in South Carolina oblag wieder Joseph Johnston, und Hardee übernahm ein Korps, mit dem er unter anderem an der Schlacht bei Bentonville teilnahm.
Er kapitulierte am 26. April 1865 zusammen mit den Truppen von General Johnston und ließ sich auf einer Plantage in Alabama nieder.
William Joseph Hardee verstarb am 6. November 1873.